# Still the King
 (novembre 2020).
Still the King est une série télévisée américaine diffusée sur CMT aux États-Unis en simultané sur CMT Canada au Canada.
La série est inédite dans les pays francophones.

## Acteurs

### Diffusions internationales
| Saisons (13 épisodes) | États-Unis / Canada                | États-Unis / Canada | États-Unis / Canada |
| Saisons (13 épisodes) | Dates de diffusion                 | Chaîne États-Unis   | Chaîne Canada       |
| --------------------- | ---------------------------------- | ------------------- | ------------------- |
| Saison 1              | du 12 juin 2016 au 14 août 2016    | CMT                 | CMT Canada          |
| Saison 2              | du 11 juillet 2017 au 22 août 2017 | CMT                 | CMT Canada          |